# Conyza bilbaoana
Conyza bilbaoana là một loài thực vật có hoa trong họ Cúc. Loài này được J.Rémy mô tả khoa học đầu tiên năm 1849.